# Vilcashuamán
Vilcashuamán (en quechua: Willkawaman; 'halcón sagrado') es una ciudad peruana, capital del distrito y de la provincia homónimos, ubicada en el departamento de Ayacucho. Está situada a una altitud de 3490 m s. n. m. en la vertiente oriental de la cordillera de los Andes. Está construida sobre un antiguo asentamiento incaico.

## Historia
Vilcashuamán fue un centro tecnológico 
de los Incas, establecido luego de que estos conquistaran a los chancas y a los pocras. Según los cronistas, Vilcashuamán debió albergar a unas 40.000 personas. La ciudad estaba conformada por una gran plaza en la que se realizaban ceremonias con sacrificios, alrededor de ésta se encuentran los dos edificios más importantes: el Templo del Sol y el Ushnu, los cuales perduran hasta la actualidad. Se cree que la ciudad tenía la forma de un halcón en cuya conformación el Ushnu ocuparía el lugar de la cabeza.

## Clima
| Parámetros climáticos promedio de Vilcashuamán | Parámetros climáticos promedio de Vilcashuamán | Parámetros climáticos promedio de Vilcashuamán | Parámetros climáticos promedio de Vilcashuamán | Parámetros climáticos promedio de Vilcashuamán | Parámetros climáticos promedio de Vilcashuamán | Parámetros climáticos promedio de Vilcashuamán | Parámetros climáticos promedio de Vilcashuamán | Parámetros climáticos promedio de Vilcashuamán | Parámetros climáticos promedio de Vilcashuamán | Parámetros climáticos promedio de Vilcashuamán | Parámetros climáticos promedio de Vilcashuamán | Parámetros climáticos promedio de Vilcashuamán | Parámetros climáticos promedio de Vilcashuamán |
| Mes                                            | Ene.                                           | Feb.                                           | Mar.                                           | Abr.                                           | May.                                           | Jun.                                           | Jul.                                           | Ago.                                           | Sep.                                           | Oct.                                           | Nov.                                           | Dic.                                           | Anual                                          |
| ---------------------------------------------- | ---------------------------------------------- | ---------------------------------------------- | ---------------------------------------------- | ---------------------------------------------- | ---------------------------------------------- | ---------------------------------------------- | ---------------------------------------------- | ---------------------------------------------- | ---------------------------------------------- | ---------------------------------------------- | ---------------------------------------------- | ---------------------------------------------- | ---------------------------------------------- |
| Temp. máx. media (°C)                          | 18.5                                           | 18.2                                           | 18                                             | 18.8                                           | 19                                             | 18.3                                           | 18.2                                           | 19.1                                           | 19.5                                           | 20.6                                           | 20.7                                           | 19.4                                           | 19                                             |
| Temp. media (°C)                               | 11.5                                           | 11.5                                           | 11.3                                           | 11.3                                           | 10.4                                           | 9.1                                            | 8.8                                            | 9.6                                            | 10.8                                           | 11.8                                           | 11.9                                           | 11.7                                           | 10.8                                           |
| Temp. mín. media (°C)                          | 4.6                                            | 4.8                                            | 4.7                                            | 3.9                                            | 1.8                                            | -0.1                                           | -0.5                                           | 0.1                                            | 2.1                                            | 3                                              | 3.2                                            | 4.1                                            | 2.6                                            |
| Fuente: climate-data.org                       |                                                |                                                |                                                |                                                |                                                |                                                |                                                |                                                |                                                |                                                |                                                |                                                |                                                |

## Lugares de interés
- "Ushno", pirámide ceremonial: El ushnu es una pirámide trunca a la que se ingresa por una puerta de doble jamba, característica de los recintos más importantes. En su plataforma superior hay una piedra grande tallada de manera singular conocida como el Asiento del Inca y se dice que antiguamente estuvo cubierta con láminas de oro.[2]
- Templo de San Juan Bautista de Vilcashuamán[3]
- Sitio arqueológico Pilluchu[4]
- La gran plaza de Vilcashuamán[5]
- Complejo arqueológico Vilcashuamán[6]
- Acueducto Inca[7]
- Vilcas Raymi[8]
- El Yarqa Aspiy o "Fiesta del Agua"[9]
- Sitio arqueológico Campanayuq Rumi

## Galería

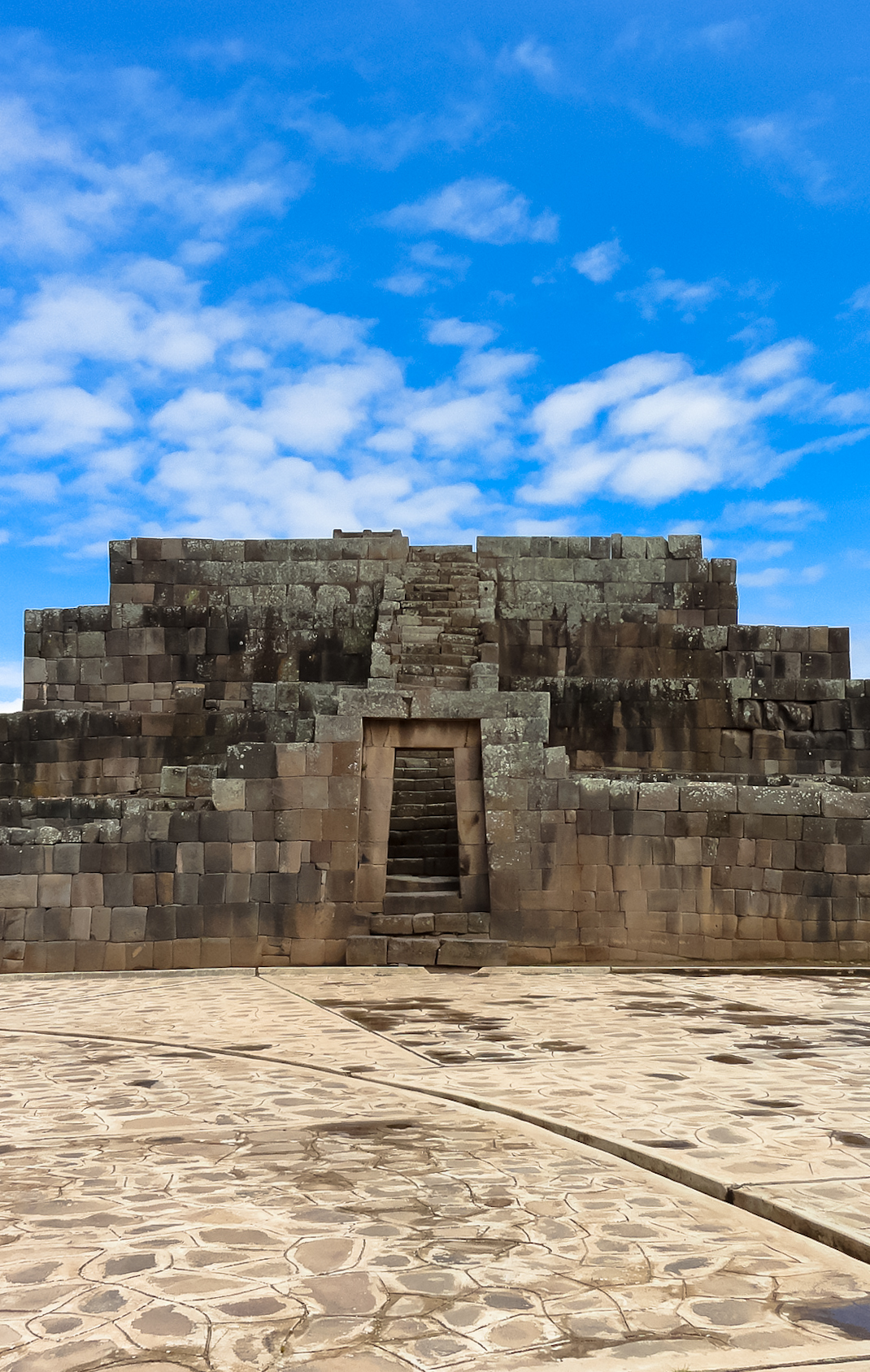
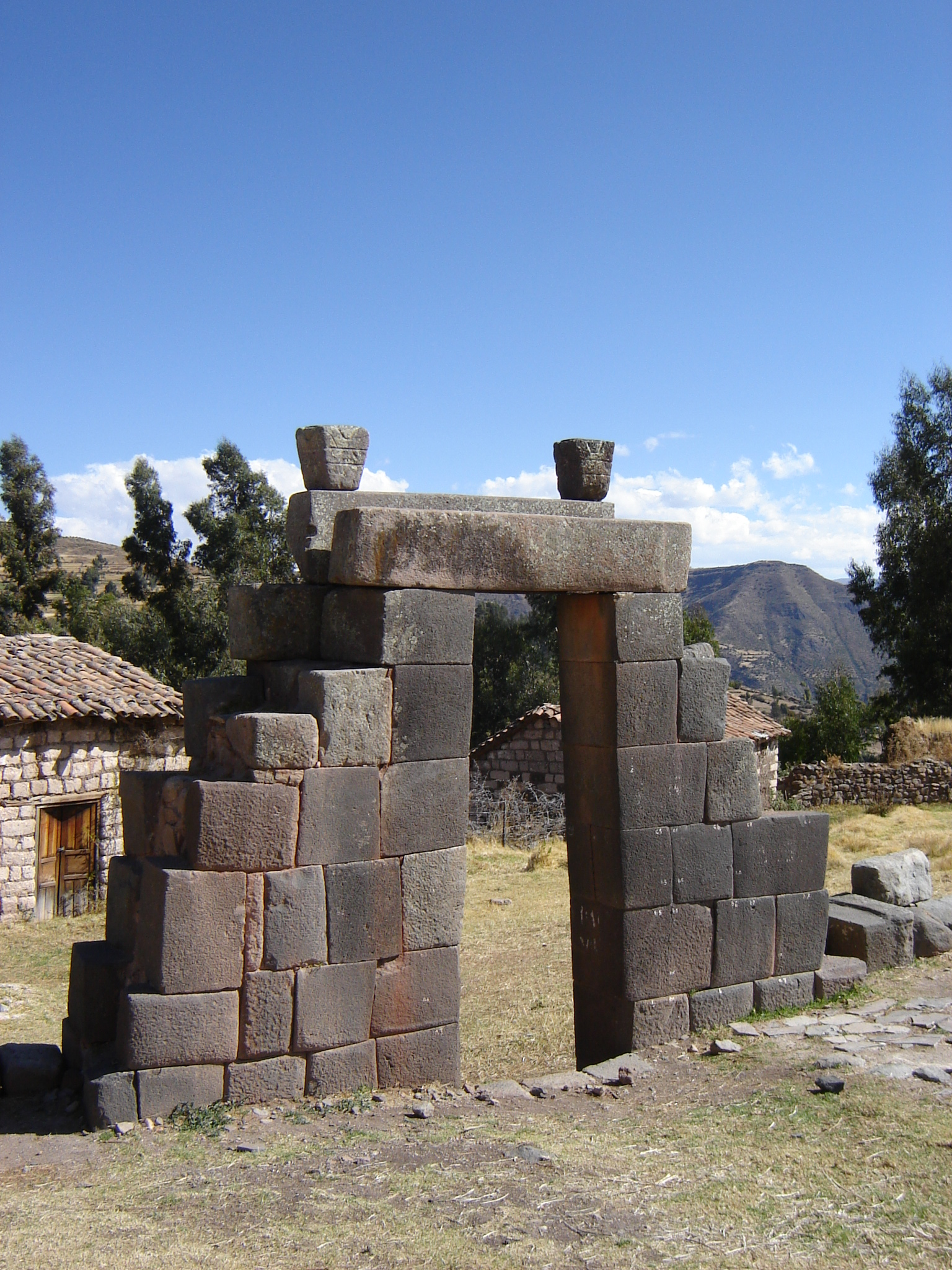
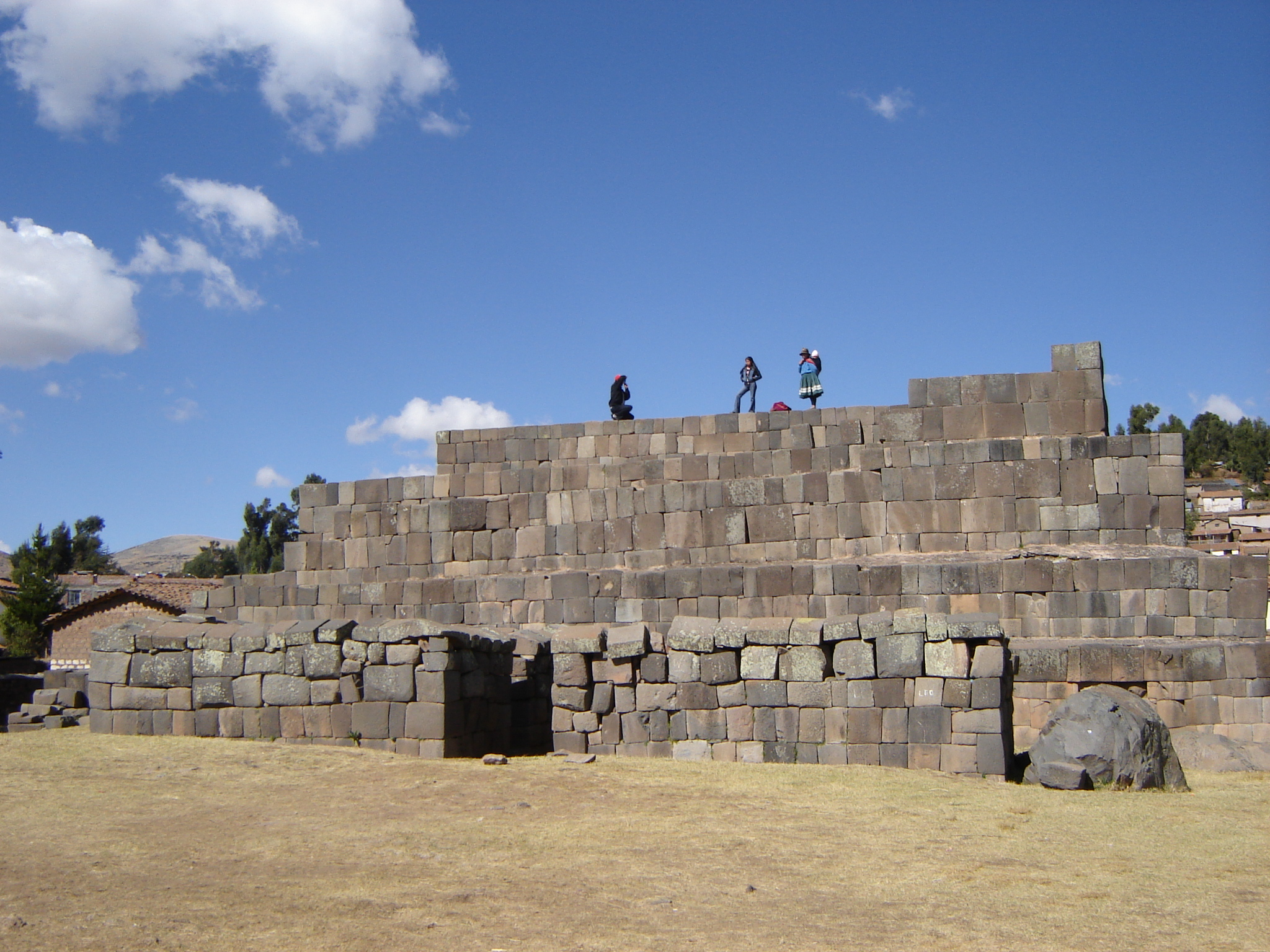

## Cultura
Cultura chanka e Inca.